# 고이즈미 사토시
고이즈미 사토시(일본어: 小泉 訓, 1985년 6월 9일 ~ )는 일본의 전 축구 선수이다.

## 구단 경력
과거 도쿠시마 보르티스에서 활동하였다.